# Canton de Lamentin
Pour les articles homonymes, voir Canton du Lamentin (homonymie).
Le canton de Lamentin est une circonscription électorale française située dans le département et région de la Guadeloupe.

## Histoire
Un nouveau découpage territorial de la Guadeloupe entre en vigueur à l'occasion des premières élections départementales suivant le décret du 24 février 2014. Les conseillers départementaux sont, à compter de ces élections, élus au scrutin majoritaire binominal mixte. Les électeurs de chaque canton élisent au Conseil départemental, nouvelle appellation du Conseil général, deux membres de sexe différent, qui se présentent en binôme de candidats. Les conseillers départementaux sont élus pour 6 ans au scrutin binominal majoritaire à deux tours, l'accès au second tour nécessitant 12,5 % des inscrits au 1er tour. En outre la totalité des conseillers départementaux est renouvelée. Ce nouveau mode de scrutin nécessite un redécoupage des cantons dont le nombre est divisé par deux avec arrondi à l'unité impaire supérieure si ce nombre n'est pas entier impair, assorti de conditions de seuils minimaux. Dans la Guadeloupe, le nombre de cantons passe ainsi de 40 à 21. Le canton de Lamentin n'est pas modifié par ce décret.

## Représentation

### Représentation avant 2015
De 1945 à 1949, le canton de Lamentin avait quatre conseillers généraux.
| Période | Période | Identité                         | Étiquette                       | Qualité |
| ------- | ------- | -------------------------------- | ------------------------------- | --- |
| 1894    | ?       | Hégésippe Jean Légitimus         | POF puis Socialiste indépendant | Publiciste, syndicaliste, maire de Pointe-à-Pitre (1904) Député (1898-1902, 1906-1914)                        |
|         |         |                                  |                                 | |
| 1945    | 1949    | Virgile Chathuant (1887-1971)    | SFIO                            | Hôtelier-restaurateur Maire de Sainte-Rose (1945-1959)                                                        |
| 1945    | 1955    | Omer Ninine                      | SFIO                            | Maire de Petit-Bourg (1945-1965)                                                                              |
| 1945    | 1949    | Childéric Trinqueur              | SFIO                            | Maire de Baie-Mahault (1945-1969)                                                                             |
| 1945    | 1967    | René Toribio                     | SFIO                            | Directeur d'école Maire de Lamentin (1945-1971) Président du Conseil général (1955-1956) Sénateur (1959-1968) |
| 1967    | 1992    | Georges Dagonia                  | FGDS PS                         | Médecin Maire de Lamentin (1971-1989) Président du Conseil général (1976-1979) Sénateur (1977-1986)           |
| 1992    | 2015    | José Toribio (fils de R.Toribio) | DVG                             | Maire de Lamentin (1990-2001 et 2008-2014)                                                                    |

### Représentation depuis 2015
| Période élective | Période élective | Mandat | Mandat   | Identité                | Nuance | Nuance | Qualité                                                                                 |
| ---------------- | ---------------- | ------ | -------- | ----------------------- | ------ | ------ | --------------------------------------------------------------------------------------- |
| 2015             | 2021             | 2015   | 2021     | Liliane Maximin-Bajazet |        | PS     | Déléguée conseil à la Caisse générale de Sécurité sociale Adjointe au maire de Lamentin |
| 2015             | 2021             | 2015   | 2021     | Jocelyn Sapotille       |        | PS     | Cadre supérieur à la Poste Maire de Lamentin Ancien premier vice-président de la Région |
| 2021             | 2028             | 2021   | en cours | Clara Rigah             |        | PS     | Employée, 2ème adjointe au maire de Lamentin                                            |
| 2021             | 2028             | 2021   | en cours | Jocelyn Sapotille       |        | PS     | Conseiller sortant                                                                      |

### Résultats détaillés

#### Élections de mars 2015
Lors des élections départementales de 2015, le binôme composé de Liliane Maximin-Bajazet et Jocelyn Sapotille (PS) est élu au premier tour avec 60,51 % des voix. Le taux de participation est de 48,44 % (5 843 votants sur 12 062 inscrits) contre 44,45 % au niveau départemental et 50,17 % au niveau national.

#### Élections de juin 2021
Le premier tour des élections départementales de 2021 est marqué par un très faible taux de participation (33,26 % au niveau national). Dans le canton de Lamentin, ce taux de participation est de 34 % (4 335 votants sur 12 751 inscrits) contre 30,59 % au niveau départemental. À l'issue de ce premier tour, deux binômes sont en ballottage : Clara Rigah et Jocelyn Sapotille (PS, 56,18 %) et José Toribio et Kelly Vercautrin (DVG, 30,41 %).
Le second tour des élections est marqué une nouvelle fois par une abstention massive équivalente au premier tour. Les taux de participation sont de 34,36 % au niveau national, 37,59 % dans le département et 38,59 % dans le canton de Lamentin. Clara Rigah et Jocelyn Sapotille (PS) sont élus avec 61,91 % des suffrages exprimés (2 752 voix pour 4 920 votants et 12 749 inscrits),,.

## Composition
Depuis sa création, le canton de Lamentin comprend une commune entière.
| Nom                              | Code Insee | Intercommunalité       | Superficie (km2) | Population (dernière pop. légale) | Densité (hab./km2) | Modifier                                    |
| -------------------------------- | ---------- | ---------------------- | ---------------- | --------------------------------- | ------------------ | ------------------------------------------- |
| Lamentin (bureau centralisateur) | 97115      | CA du Nord Basse-Terre | 65,60            | 18 437 (2022)                     | 281                | modifier les données · modifier les données |
| Canton de Lamentin               | 97109      |                        |                  | 18 437 (2022)                     |                    | modifier les données                        |

## Démographie
En 2022, le canton comptait 18 437 habitants, en évolution de +10,49 % par rapport à 2016 (Guadeloupe : −2,67 %, France hors Mayotte : +2,11 %).
| 2013   | 2018   | 2022   |
| ------ | ------ | ------ |
| 15 897 | 16 536 | 18 437 |